# لينتوا
لينتواهي بحيرة متوسطة الحجم من فنلندا وهذه هي أكبر بحيرة من 57 بحيرة في فنلندا. انها تنتمي إلى اولوجوكي منطقة تجمع المياه الرئيسية، وتقع في بلدية كوهمو في منطقة كاينو. يوجد هناك مسار حول البحيرة للرياضيين.

## معرض صور

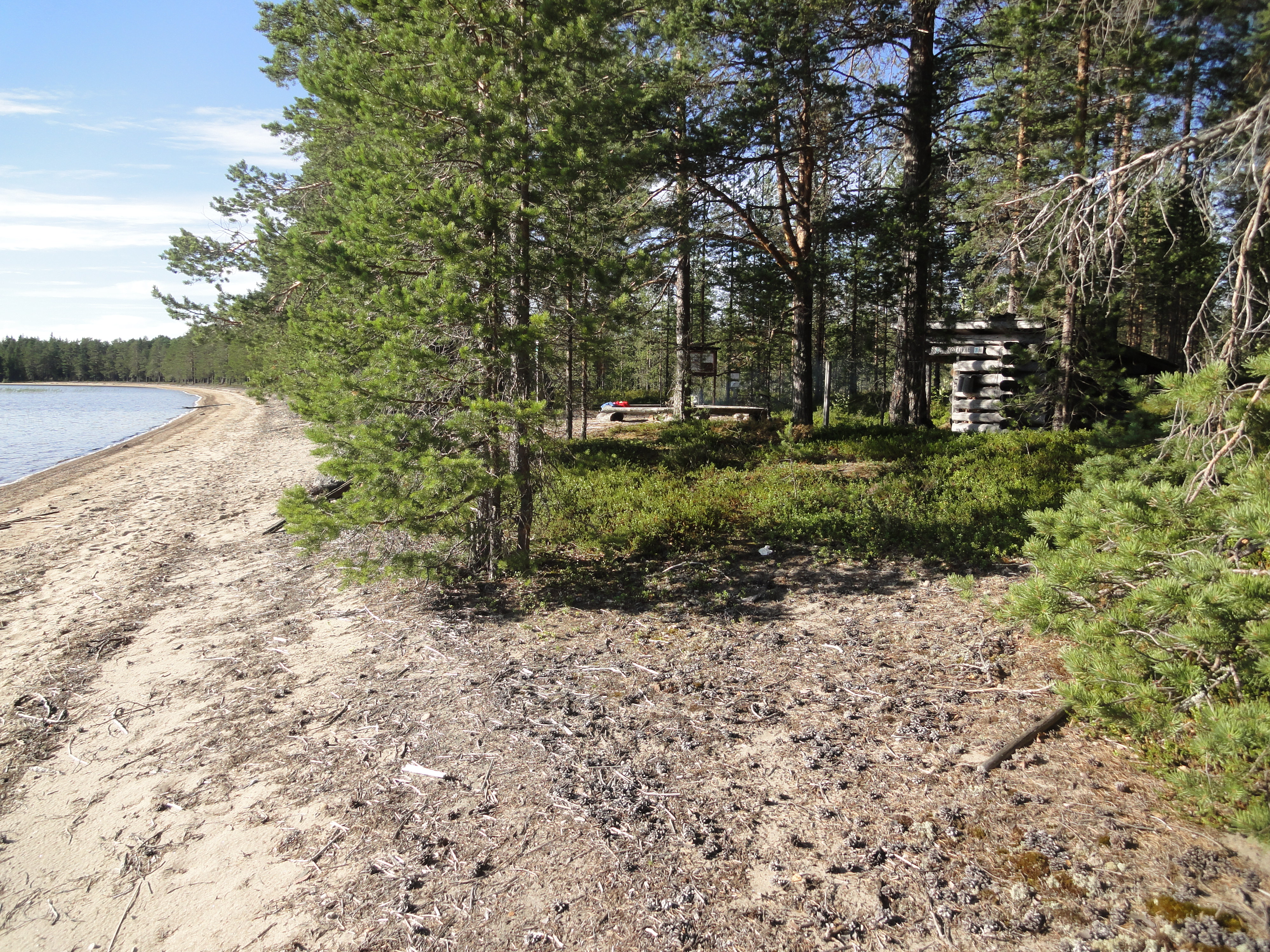
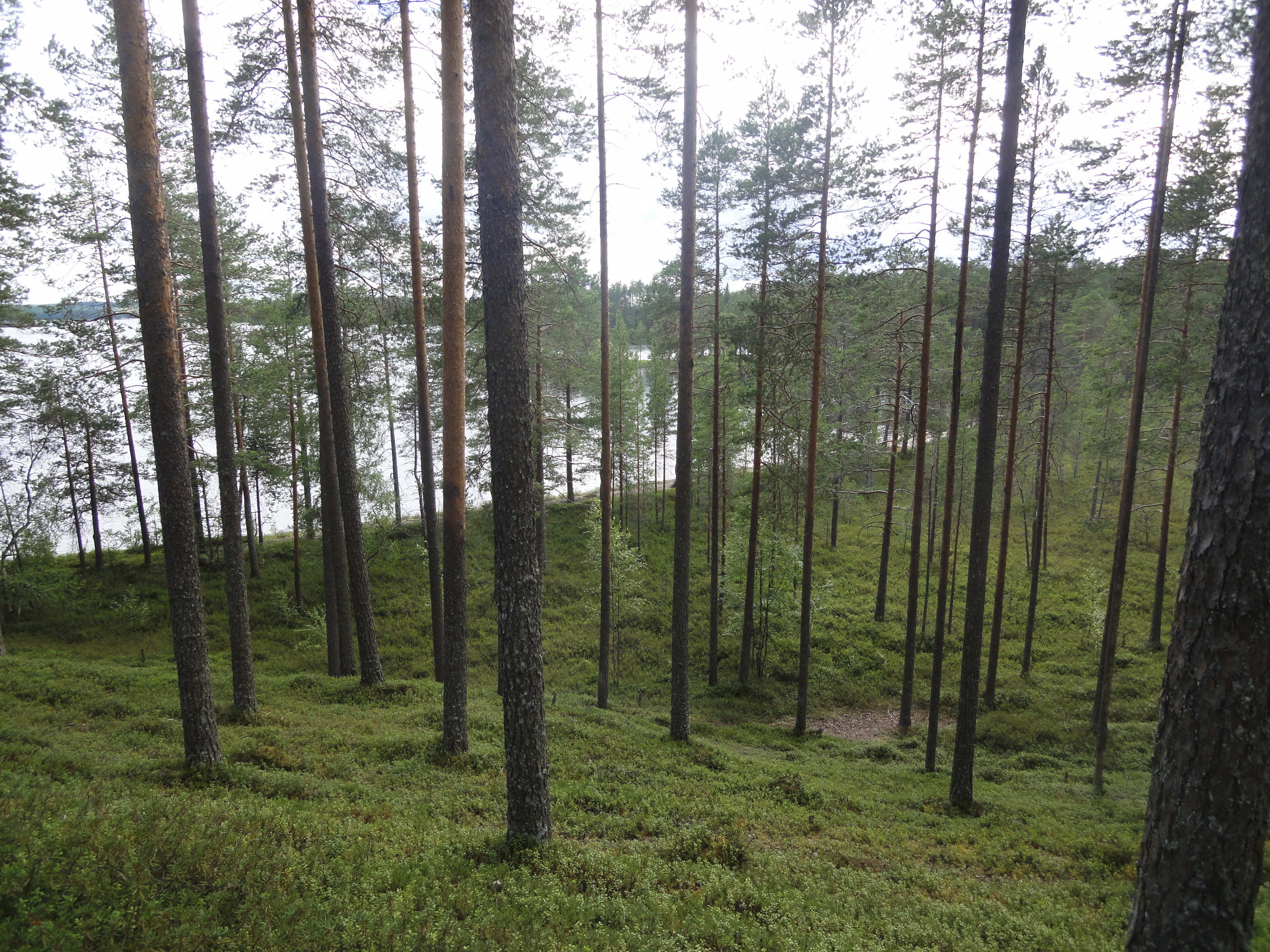
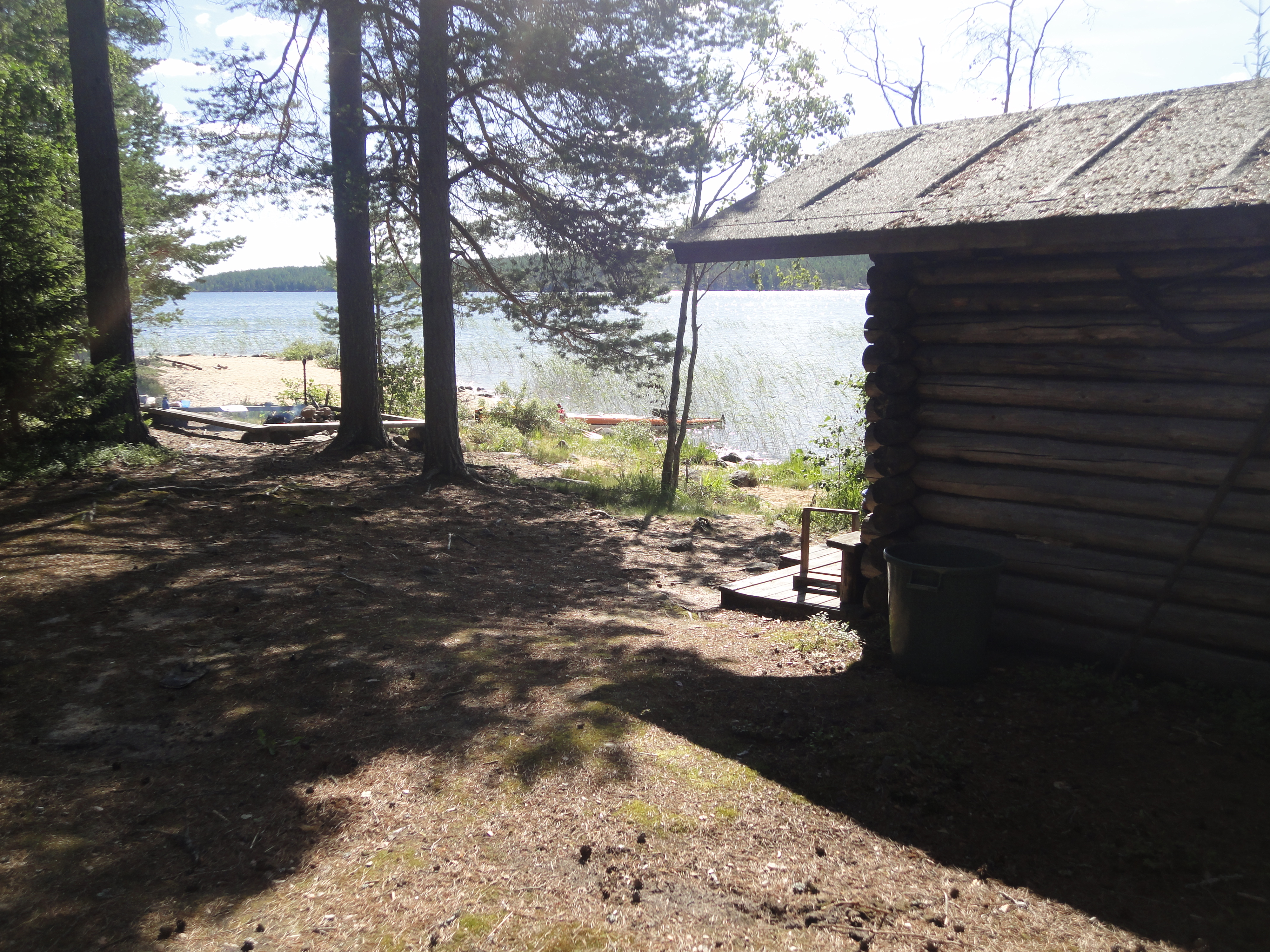
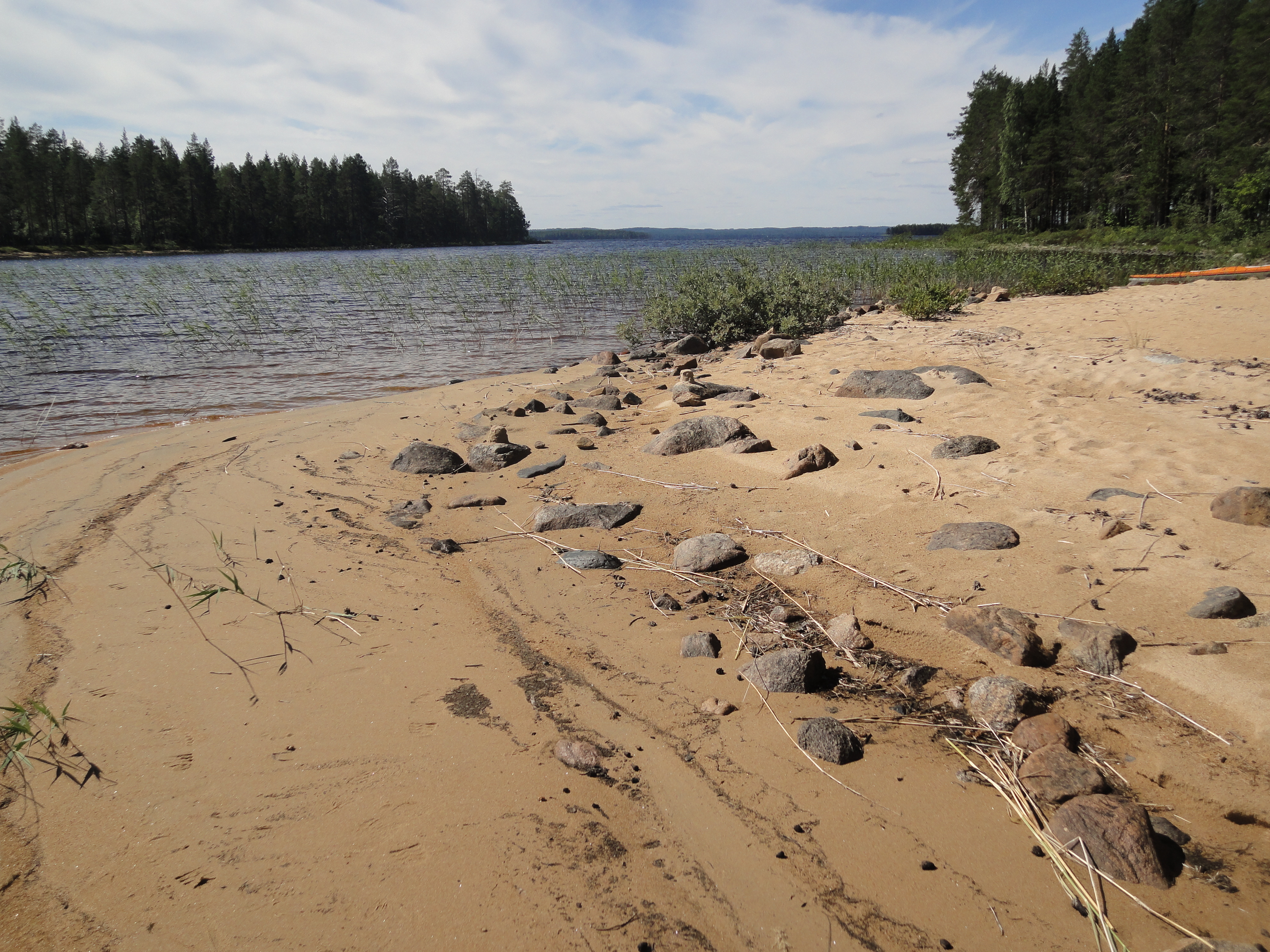